# إنديانا فيفر
إنديانا فيفر (بالإنجليزية: Indiana Fever)‏ هو فريق كرة سلة أمريكي للمحترفات تأسس في سنة 1999 يقع في إنديانابوليس. يلعب في دوري الاتحاد الوطني لكرة السلة النسائية وفاز به مرة واحدة في سنة 2012.

## وصلات خارجية
- الموقع الرسمي